# Жаксыкылыш
Жаксыкылыш (каз. Жақсықылыш) — село в Аральском районе Кызылординской области Казахстана. Административный центр и единственный населённый пункт Жаксыкылышского сельского округа. Находится возле озера Жаксыкылыш в 12 км к востоку от районного центра, города Аральска. Код КАТО — 433237100.

## Население
В 1999 году население села составляло 4549 человек (2324 мужчины и 2225 женщин). По данным переписи 2009 года в селе проживало 4847 человек (2468 мужчин и 2379 женщин).

## Экономика
Первые разработки поваренной соли из озера Жаксыкылыш здесь начались еще в 1913 году в царское время. В 1925 году была создана «Соль-артель», с которой началась добыча соли в промышленных масштабах (в сентябре 2015 предприятие отметило свое 90-летие). Со временем артель преобразовалась в комбинат «Аралсоль», который поставлял 600 тыс. тонн соли в год во все советские республики. До 1963 года здесь также велась добыча сульфата натрия из озера и посёлок так и назывался Аралсульфат. Комбинат был приватизирован после распада СССР, в 1994 году образовалось АО «Аралтуз».
И всё это время солёные озёра вокруг Жаксыкылыша (они занимают площадь в 7500 га) беспрестанно «залечивали раны» — на месте добытой соли кристаллизовалась новая, что открывает возможность производить до 1 млн тонн в год продукта, не нарушая естественный процесс образования минерала при том, что в 2018 году спрос на аральскую соль в мире вырос почти до 260 тыс. тонн.
Ныне это крупнейшее место добычи поваренной соли в Казахстане — комбинат компании «Аралтуз». В структуре производства компании пакетированная пищевая соль занимает 60 %, техническая — 25 %, прочая продукция (соль в тубусах-солонках, лизуны — соль для нужд животноводческих хозяйств) — 15 %. Сейчас в АО «Аралтуз» работает более 1200 человек (в 2012 году — 600 человек) и фактически компания обеспечивает работой все село Жаксыкылыш с населением 15 тыс. человек и является градообразующим предприятием Аральского региона. Посёлок соединён с Аральском технологической железнодорожной линией.

## Перспективы
В настоящее время более 75 % производимой продукции АО «Аралтуз» экспортируется в Российскую Федерацию, Киргизию, Азербайджан и Украину. Поставки в Россию (под брендом «Славяна») начались с 2012 года (при новой администрации) и уже в 2015 году достигли 100 тыс. тонн (до 18 % рынка). С постройкой железнодорожной ветки Саксаульская — Бейнеу и далее линии на Туркмению и Иран c выходом на страны Персидского залива резко возросли перспективы южного экспорта и дальнейшего развития производства соли в Жаксыкылыше.
Новой экспортной площадкой обещает стать Китай. Кроме того, в 2017 году подписано соглашение между АО «Аралтуз» и китайской компанией Qinghai Desheng Soda Ash Industrial Co. Ltd о строительстве завода в регионе Жаксыкылыш по производству кальцинированной соды мощностью 300 тыс. тонн в год. На сегодняшний день потребность Республики Казахстан в кальцинированной соде составляет 433 тыс. тонн в год, которая полностью покрывается за счет импорта из Российской Федерации (ОАО «Сода», Стерлитамак) из-за отсутствия собственного производства.